# كتاب مرداد
كتاب مرداد هو كتاب استعاري في الفلسفة للكاتب المهجري ميخائيل نعيمة. نُشر الكتاب لأول مرة في لبنان عام 1948، وقد كُتب في البداية باللغة الإنجليزية، ثم قام نعيمة بترجمته إلى اللغة العربية. سعى نعيمة في البداية إلى نشر الكتاب في لندن، ولكن رُفض طلبه بعِلّة أن الكتاب يُروج لدين يحمل عقيدة جديدة.
في عام 1973 حُوّل الكتاب إلى مسرحية من ثلاثة فصول بقلم بادوكون راماناند.

## الملخص
يقدم الكتاب على شكل سلسلة من الحوارات بين مرداد، رئيس الدير، وتلاميذه. يستند كتاب مرداد إلى مجموعة متنوعة من الفلسفات، بما في ذلك فلسفة ليو تولستوي والصوفية في الإسلام . ومن خلال الاستعارات الواردة في الكتاب الذي قدمه مرداد، يطرح نعيمة عدة مواضيع ويدعو إلى وحدة الجماعات البشرية المختلفة في الحب العالمي، كما ينتقد المادية والطقوس الدينية الفارغة.
يقدم حوارات مرداد تعاليم تظهر لنا كيف من الممكن تحويل وعينا واكتشاف الله في داخلنا، من خلال حل شعورنا بالثنائية، وهو مفهوم قريب لبعض الأفكار الصوفية.

## الاستقبال
أشاد أحد النقاد في مجلة فلسفة الشرق والغرب [الإنجليزية] بالكتاب، مشيرًا إلى قوة الحماس والإقناع الذي يتمتع به نعيمة باعتباره أبرز ما يميز كتاباته. ذكر الإله الهندي أوشو كتاب مرداد في كتابه أغنية بلا كلمات، قائلًا إنه: «يمكن أن يكون ذا فائدة هائلة إذا لم تتوقعه، وهو كتاب يستحق القراءة آلاف المرات». كما ذكر أوشو أن هذا الكتاب هو الكتاب الوحيد الذي نجح في الكتابة وإذا فشل المرء في فهمه، فإن الفشل هو فشل القارئ وليس المؤلف.
لقد قُورن الكتاب بكتاب رحلة الحاج لجون بانيان من حيث أن كلا القصتين رمزيتين إلى حد كبير. وقد قُورن كتاب مرداد أيضًا بكتاب خالد لأمين الريحاني، ويُعتقد أن الكتاب كان له تأثير على كتابات نعيمة. وقد وصف نعيمة هذا العمل بأنه: «قمة فكره وملخص نظرته للحياة».